# Buffalo (Indiana)
Buffalo – jednostka osadnicza w Stanach Zjednoczonych, w stanie Indiana, w hrabstwie White.